# Casanova : Le Duel de la rose noire
Pour les articles homonymes, voir Rose noire (homonymie).
Casanova : Le Duel de la rose noire est un jeu vidéo d'aventure développé par Arxel Tribe et édité par Wanadoo Edition, sorti en 2001 sur Windows. Il met en scène Giacomo Casanova.

## Système de jeu
L'interface utilise le clavier et la souris. Les joueurs contrôlent le mouvement du personnage à l'aide des touches fléchées. Ils visent et tirent avec leur arbalète à l'aide de la souris. Les énigmes de l'aventure sont résolues grâce à un inventaire d'objets et aux conversations des personnages. Le jeu contient une « interface basée sur la séduction ».

## Production
Le concepteur principal du jeu est Bostjan Troha. Arxel Tribe a investi 2 millions de dollars pour financer le projet, bien que le fondateur de la société, Guillaume de Fondaumière, ait fait remarquer que les développeurs aux États-Unis pouvaient payer le double, ce qui signifiait qu'ils devaient vendre entre 500 000 et 2 millions d'exemplaires pour rentrer dans leurs frais.
En août 2001, Arxel Tribe termine la production du titre, dont la sortie européenne est prévue en septembre par Wanadoo, mais aucun éditeur américain ni aucune date de sortie n'ont encore été annoncés. Le jeu sort le 16 avril 2003 en Pologne, et est distribué en République tchèque par Dynamic Systems.

## Accueil
Pilou de Jeuxvideo.com déclare que bien que le jeu ne soit pas à la hauteur de ses contemporains d'un point de vue technique, il était louable d'être basé sur un concept original. Adam Rodman de Just Adventure pense que le jeu plairait aux joueurs masculins qui veulent charmer virtuellement des personnages féminins, mais affirme qu'il n'offrait pas un jeu d'aventure de qualité. 4Players juge qu'il s'agissait d'une aventure très conservatrice et sans originalité. Multiplayer pense que Casanova était un nom ridiculement amusant pour un jeu vidéo. Przygodoskop souligne la bande-son de renaissance du jeu. Igromania estime que le jeu était un projet moyen, mais meilleur que les travaux d'Arxel Tribe et de Wanadoo. Gamesurf estime que le son était la plus faible qualité du jeu. Evolver estime que les combats du jeu étaient provoqués par des manigances. Sector estime que le jeu avait une conclusion intéressante. Tiscali déclare que l'expérience donnait l'impression de "marcher dans le jeu" sans que rien de stimulant ou d'intéressant ne se produise.